# Chlorocoma symbleta
Chlorocoma symbleta är en fjärilsart som beskrevs av Turner 1922. Chlorocoma symbleta ingår i släktet Chlorocoma och familjen mätare. Inga underarter finns listade i Catalogue of Life.